# Sistema generador
En àlgebra lineal, un sistema generador (o sistema de generadors) d'un espai vectorial E és un conjunt de vectors que pertanyen a E, tals que qualsevol vector de l'espai E es pot expressar com a combinació lineal dels vectors del sistema generador. És a dir, a partir dels vectors d'un sistema generador d'un espai vectorial E es pot obtenir aquest espai E complet. En general tindrem que:
Sigui S un sistema de generadors d'un espai vectorial E i v un vector qualsevol de l'espai E. Es denota {\displaystyle E=S\ ({\vec {s}}_{1},{\vec {s}}_{2},...,{\vec {s}}_{n})} quan
{\displaystyle \ v=\lambda _{1}{\vec {s}}_{1}+\lambda _{2}{\vec {s}}_{2}+...+\lambda _{n}{\vec {s}}_{n}=\sum _{i=1}^{n}\lambda _{i}{\vec {s}}_{i},\,\forall \lambda _{i}\in \mathbb {R} .}
Els vectors d'un sistema generador no cal que siguin linealment independents. En cas que ho siguin, el nombre de vectors serà igual a la dimensió de l'espai, i direm que el sistema de generadors és base. Una base sempre serà sistema de generadors, en canvi un sistema de generadors no sempre serà base, només ho serà quan els seus vectors siguin linealment independents.

## Temes relacionats
- Espai vectorial
- Base (àlgebra)
- Independència lineal
- Combinació lineal